# Карл-Готтфрід Нордманн
Карл-Готтфрід Нордманн (нім. Karl-Gottfried Nordmann; 22 листопада 1915, Гіссен, Німецька імперія — 22 липня 1982, Гринвіч, США) — німецький пілот-ас, оберст люфтваффе. Кавалер Лицарського хреста Залізного хреста з дубовим листям.

## Біографія
З 1938 року служив в 4-й групі 51-ї винищувальної ескадри. Учасник Польської і Французької кампаній, а також битви за Британію. З кінця 1940 року — командир 12-ї ескадрильї, з 20 липня 1941 року — 4-ї групи своєї ескадри. З 10 квітня 1942 року — командир своєї ескадри. 17 січня 1943 року його літак врізався в літак напарника, поранений Нордманн катапультувався і більше не брав участі в бойових вильотах. З 30 березня по вересень 1944 року — командир винищувальної авіації «Східна Пруссія», в квітні-травні 1945 року — 1-ї винищувальної дивізії. Всього за час бойових дій здійснив понад 800 бойових вильотів і збив 78 літаків (з них 61 радянський). Після закінчення війни працював в концерні «Даймлер-Бенц».

## Звання
- Лейтенант (1938)
- Оберлейтенант (1941)
- Гауптман (1942)
- Майор (1943)
- Оберстлейтенант (1944)
- Оберст (1944)

## Нагороди
- Медаль «У пам'ять 1 жовтня 1938»
- Залізний хрест
  - 2-го класу (8 жовтня 1939)
  - 1-го класу (5 січня 1940)
- Нагрудний знак пілота
- Медаль «За вислугу років у Вермахті» 4-го класу (4 роки; 1940)
- Почесний Кубок Люфтваффе (28 липня 1941)
- Лицарський хрест Залізного хреста з дубовим листям
  - лицарський хрест (1 серпня 1941)
  - дубове листя (№35; 16 вересня 1941)
- Нагрудний знак «За поранення» в чорному
- Авіаційна планка винищувача в золоті з підвіскою «800»
- Відзначений у Вермахтберіхт (4 травня 1944)